# Family Circle Cup 1995
Il Family Circle Cup 1995 è stato un torneo di tennis giocato sulla terra verde.
È stata la 23ª edizione del Family Circle Cup, che fa parte della categoria Tier I nell'ambito del WTA Tour 1995.
Si è giocato al Family Circle Tennis Center di Hilton Head negli Stati Uniti dal 27 marzo al 2 aprile 1995.

## Campionesse

### Singolare
Conchita Martínez ha battuto in finale  Magdalena Maleeva con il punteggio di 6–1, 6–1

### Doppio
Nicole Arendt /  Manon Bollegraf hanno battuto in finale  Gigi Fernández /  Nataša Zvereva con il punteggio di 0–6, 6–3, 6–4